# Załoga (żegluga)
Ten artykuł należy dopracować:

przedstawiono sytuację tylko z polskiej perspektywy – artykuł powinien być przekrojowy.
Pomóż go poprawić. Na stronie dyskusji mogą znajdywać się pomocne komentarze.

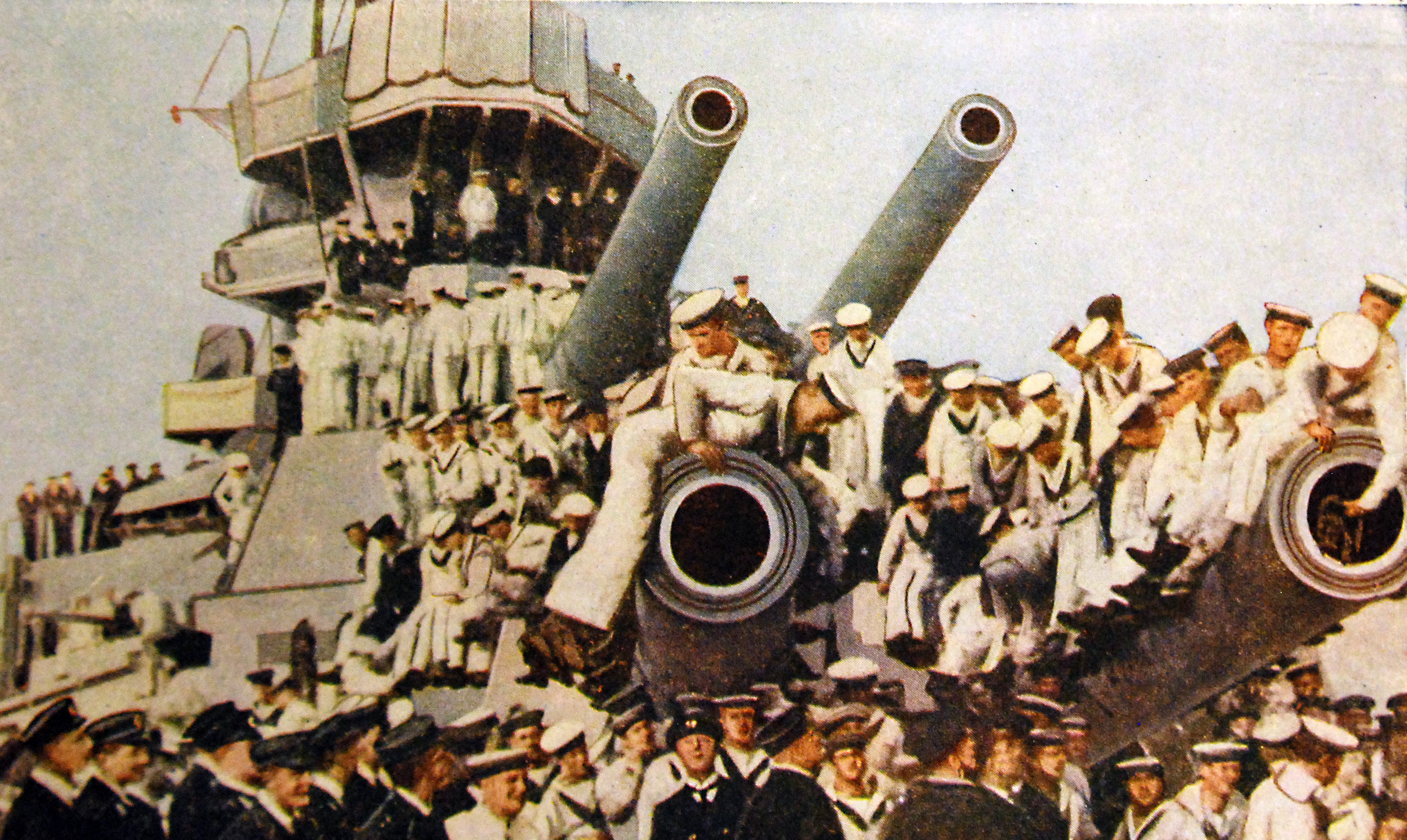
Załoga okrętu

Załoga – etatowy zespół osób obsługujących jednostkę pływającą.
Skład załogi statku handlowego oraz jego kwalifikacje i funkcje każdego z jej członków określa „lista zaciągu załogi” – inaczej musterrola. Wpisanie (wciągnięcie) marynarza do musterroli jest formalnym aktem zaliczenia go do załogi i określa się terminem zamustrowanie. Dokument ten powinien znajdować się stale na pokładzie statku. Jednocześnie każdy z marynarzy otrzymuje wpis do swojej Książeczki Żeglarskiej potwierdzającej fakt jego zamustrowania. O wszystkich zmianach w liście zaciągu informuje się właściwy Urząd Morski w kraju, w jakim jest zarejestrowany statek handlowy – sporządza się stosowny wyciąg i wysyła się go lub też zatwierdza na miejscu musterrolę we właściwym Urzędzie Morskim. Z chwilą wymustrowania wykreśla się członka załogi z listy zaciągu i dokonuje stosownego wpisu w Książeczce Żeglarskiej.
Po 2000 roku posiadanie Książeczki Żeglarskiej nie jest już warunkiem koniecznym do zamustrowania na statku – wystarczy paszport. Wtedy też dla osób nieposiadających Książeczki Żeglarskiej dowodem odbycia praktyki pływania jest zaświadczenie wydane przez kapitana statku.

## Załoga na statku handlowym do roku 2000

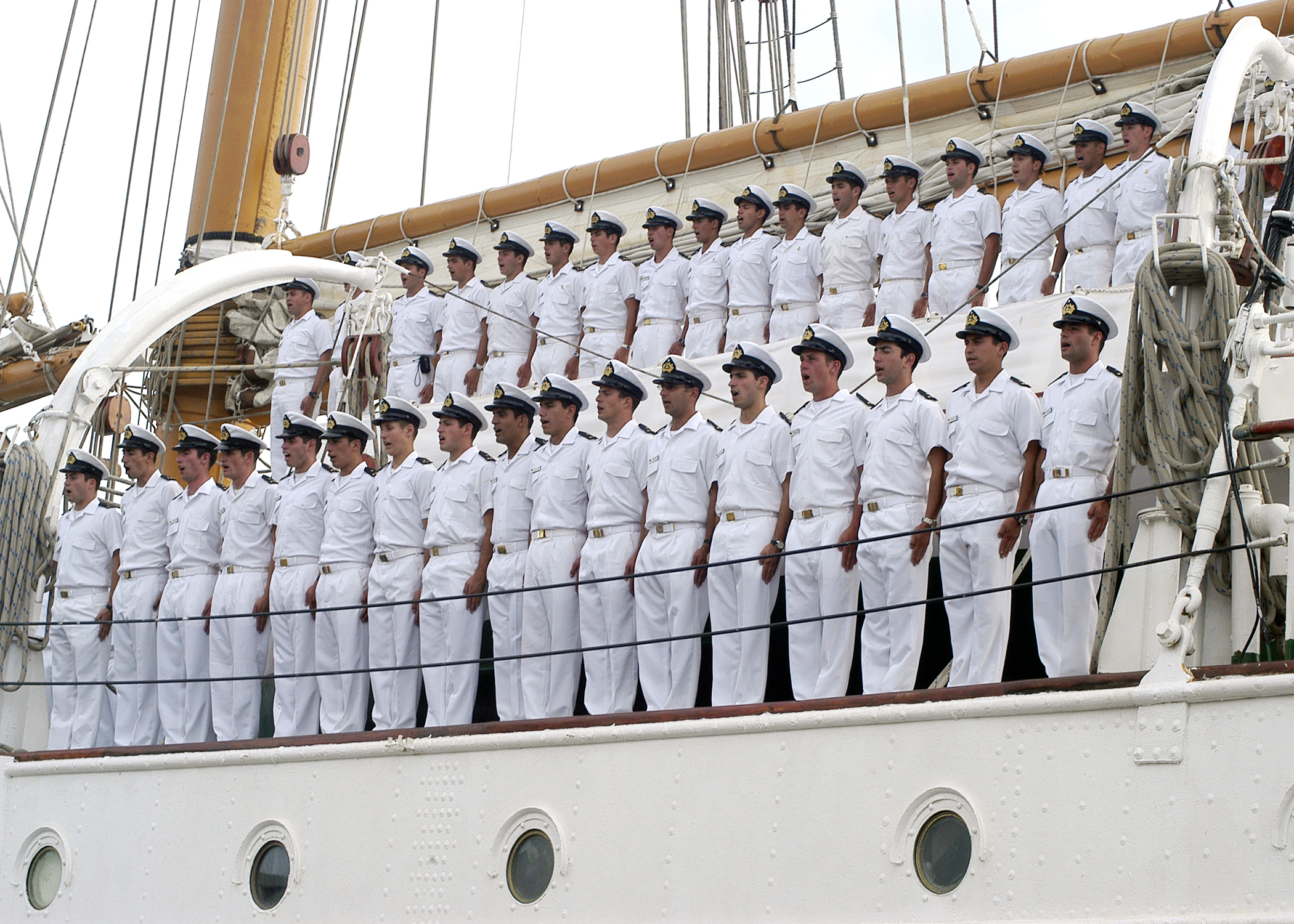
Załoga

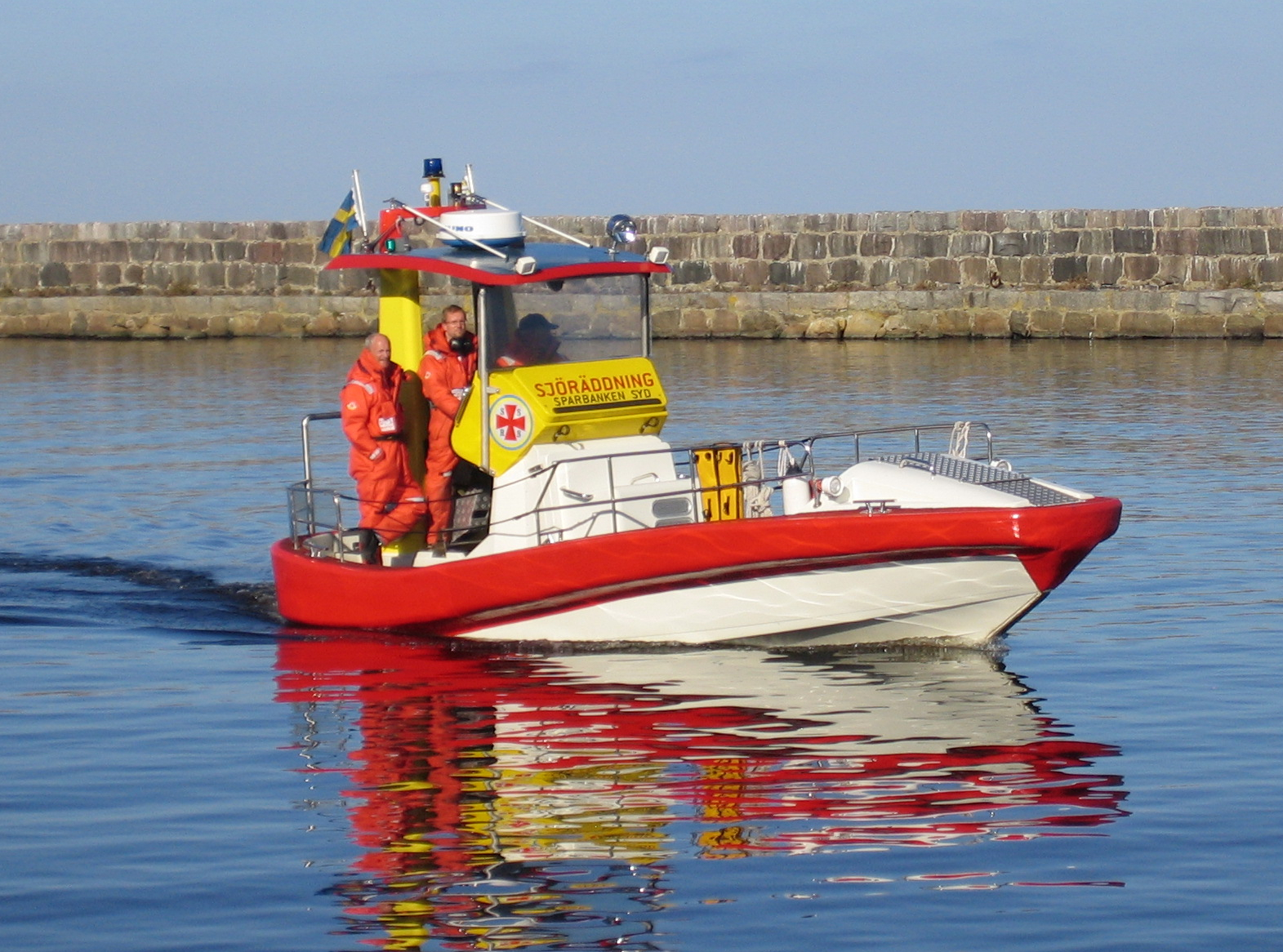
Załoga

Na statku handlowym załoga dzieli się na działy:
1) Pokładowy (nawigacyjny) – przykładowe stanowiska poniżej, nie wszystkie występują na typowym statku
- Kapitan (dowodzi statkiem)
  - Starszy oficer
    - I-IV oficer, radio oficer (ew. I, II), lekarz
    - asystent pokładowy, asystent radiooficera
      - bosman
      - cieśla okrętowy
        - magazynier pokładowy (m in. na tankowcach)
        - starszy marynarz
        - marynarz
        - młodszy marynarz
          - praktykant pokładowy

2) Maszynowy (mechaniczny)
- starszy mechanik
  - I-IV mechanik, I-II elektryk
  - asystent maszynowy, elektryka
    - magazynier maszynowy
      - motorzysta, elektromonter
      - młodszy motorzysta
        - praktykant motorzysty

3) Hotelowy
- intendent
  - płatnik
  - starszy ochmistrz
  - ochmistrz, szef kuchni (statek pasażerski)
  - asystent hotelowy
    - starszy kucharz, starszy steward 
      - kucharz, steward, barman, stolarz, fryzjer
      - młodszy kucharz, młodszy steward
      - pomocnik kucharza, pomocnik stewarda
        - praktykant hotelowy

Niektóre z wymienionych stanowisk miały od lat, niezależnie od typu statku, przypisane „specjalizacje” kojarzące się z danym stanowiskiem. W cudzysłowie podano nazwy stanowisk, jakich używała załoga w życiu codziennym:

### Załoga pokładowa
- kapitan – „stary”
- starszy oficer „chief pokładu” lub I oficer – nadzór nad załadunkiem i rozładunkiem, dokonywanie obliczeń statecznościowych statku, nadzór nad pracą dejmanów na pokładzie, rozliczanie czasu pracy działu pokładowego, prowadzenie dokumentacji pokładowej.
- II oficer – zwany „nawigacyjnym”, odpowiedzialny za zaopatrzenie (aktualizację) w mapy, locje, stan sprzętu nawigacyjnego, pełnił też funkcje medyczne na statku.
- III oficer – zwany „ratowniczym”, odpowiedzialny za przygotowanie rozkładów alarmowych, sprawność sprzętu ratunkowego, bezpieczeństwo pożarowe statku.
- asystent – funkcja szkoleniowa na statku, kandydat na oficera pokładowego zdobywający praktykę morską.
- cieśla okrętowy – posiadał świadectwo bosmana, zastępował (uzupełniał) go w niektórych pracach pokładowych, odpowiedzialny za sondowanie zbiorników statkowych, zaopatrzenie w wodę.
- „sternik manewrowy” – jeden z doświadczonych starszych marynarzy lub marynarzy, sterujący statkiem podczas manewrów portowych (stanowisko nieoficjalne)

### Załoga maszynowa
- starszy mechanik – „chief maszyny” .
- I mechanik – praca w systemie dniówkowym, nadzór nad pracą dejmanów w maszynie, prowadzenie kart pracy działu maszynowego oraz części dokumentacji maszynowej.
- II mechanik – odpowiedzialny za silnik główny.
- III mechanik – „trzeci ciepły”, nadzorował pracę agregatów pomocniczych w siłowni okrętowej.
- III mechanik – „trzeci zimny”, nadzorował urządzenia poza siłownią, przede wszystkim chłodnie statkowe, klimatyzację.
- asystent – funkcja szkoleniowa na statku, kandydat na oficera maszynowego (elektryka) muszący zdobyć praktykę morską.
- magazynier maszynowy – „majster”, wszystkie prace w maszynie wymagające bardzo dużego doświadczenia, był odpowiednikiem bosmana w maszynie.
- „drenażysta” – jeden z motorzystów dbający o stan rurociągów i instalacji statkowych (na niektórych dużych statkach stanowisko oficjalne).

## Oznaczenie dystynkcji Polska Marynarka Handlowa (PMH) – żegluga wielka
| oznaka stopnia PMH na rękawie munduru |                  |                                     |                                                                                 | |                                                                     |                                                                   |
| ------------------------------------- | ---------------- | ----------------------------------- | ------------------------------------------------------------------------------- | -------------------------------------------------------------------------------------------------- | ------------------------------------------------------------------- | ----------------------------------------------------------------- |
| funkcja                               | kapitan statku   | kierownicy działów                  | I oficerowie                                                                    | II oficerowie                                                                                      | III i IV oficerowie                                                 | asystenci                                                         |
| stanowisko                            | kapitan ż. w.    | st. oficer, st. mechanik, intendent | I oficer, I mechanik, płatnik, st. ochmistrz, I elektryk, I radiooficer, lekarz | II oficer, II mechanik, ochmistrz, II elektryk, II radiooficer, oficer pożarowy, oficer rozrywkowy | III oficer, III mechanik, IV oficer, IV mechanik                    | asystent: pokładowy, maszynowy, hotelowy, radiooficera, elektryka |
| również spotykane                     | starszy mechanik | I mechanik, płatnik                 | st. oficer, II mechanik, oficer pożarowy                                        | III mechanik                                                                                       | IV mechanik, asystent hotelowy (dawniej III radiooficer i elektryk) |                                                                   |

Zaprezentowane powyżej oznaczenia zostały ustalone przez lata praktyki morskiej. W 1957 roku wydano Zarządzenie Ministra Żeglugi i Gospodarki Wodnej z dnia 12 grudnia, regulujące zasady stosowania dystynkcji. Jednak bardzo szybko się zdezaktualizowały, a część z nich nawet nie została przyjęta do praktyki morskiej, np. srebrne oznaczenia dla części oficerów działu hotelowego. Na statkach marynarki handlowej nikt też wzorem innych służb (wojsko, policja) nie przeprowadzał apeli mundurowych. Marynarz nie był funkcjonariuszem państwowym, pracował z dala od kraju i wkładał mundur tylko do celów reprezentacyjnych. Codziennością mundury były jedynie na statkach pasażerskich. Wraz z upływem lat dokonywał się olbrzymi postęp technologiczny, ekonomia wymuszała coraz większe redukcje załóg. Polska musiała się stosować również do przepisów międzynarodowych regulujących kwalifikacje załóg pływających. Nie było uzasadnienia utrzymywania części stanowisk (m in III radiooficerów, III elektryków, pisarzy, asystentów ochmistrza, intendenta, ochmistrza na statkach towarowych itp). Oficerowie często legitymowali się wysokimi uprawnieniami zawodowymi (dyplomami), zajmując niższe stanowiska – była to reguła na statkach pasażerskich (promach). Z tego też powodu część oficerów mechaników na statkach pasażerskich nosi dystynkcje wyższe niż by to wynikało z zajmowanych stanowisk. Mają do tego prawo, bo mają wyższe uprawnienia zawodowe, potwierdzone dyplomami. Osobną sprawą jest wygląd stopnia starszego mechanika. Oznaczenie w postaci czterech grubych pasków, jak i trzech grubych oraz jednego cienkiego zależy jedynie od woli noszącego mundur, a czasami od zdania pierwszego po Bogu, czyli kapitana. Problem ten przestaje mieć znaczenie, ze względu na to, że polskie statki pływają przeważnie pod obcymi banderami i jakiekolwiek regulacje prawne nie mają tu żadnego znaczenia. Pozostała jedynie tradycja.
Wybrane przykłady stopni marynarki handlowej
| oznaka stopnia PMH na pagonie koszuli swetra |               |                  |                             |                |           |             |
| -------------------------------------------- | ------------- | ---------------- | --------------------------- | -------------- | --------- | ----------- |
| stopień                                      | kapitan ż. w. | starszy mechanik | starszy oficer lub I oficer | II radiooficer | ochmistrz | II elektryk |

## Skład załóg statków morskich po 2000 roku
Polska ratyfikując Konwencję SOLAS wzięła na siebie obowiązek dostosowania własnych przepisów do tego dokumentu. W roku 2000 Minister Transportu i Gospodarki Morskiej wydał Rozporządzenie w sprawie wyszkolenia i kwalifikacji zawodowych, pełnienia wacht oraz składu załóg statków morskich o polskiej przynależności. W połączeniu z coraz bardziej zautomatyzowanymi statkami, presją do cięcia kosztów poprzez redukcję załóg, ustalono minimalne wymogi co do jej składu.

### Załoga pokładowa
1. na statkach o pojemności brutto 3000 t i powyżej w żegludze międzynarodowej:
  - kapitan,
  - starszy oficer,
  - oficer wachtowy,
  - starszy marynarz,
  - dwaj marynarze wachtowi,
  - kucharz okrętowy.
2. na statku o pojemności brutto do 3000 t w żegludze międzynarodowej:
  - kapitan,
  - starszy oficer,
  - oficer wachtowy,
  - starszy marynarz,
  - dwaj marynarze wachtowi,
  - kucharz okrętowy,
3. na statku o pojemności brutto do 500 t w żegludze przybrzeżnej:
  - kapitan,
  - oficer wachtowy,
  - starszy marynarz,
  - marynarz wachtowy,
  - kucharz okrętowy.
4. Na statkach pasażerskich i pasażerskich typu ro-ro przewożących powyżej 400 pasażerów armator wyznacza dodatkowego oficera o specjalności pokładowej posiadającego dyplom na poziomie zarządzania, odpowiedzialnego za sprawy bezpieczeństwa, stan sprzętu ratunkowego i pożarowego oraz szkolenie załogi w zakresie bezpieczeństwa życia na morzu i ochrony środowiska morskiego.

Jak widać powyżej: bosman, cieśla, III oficer, IV oficer, radiooficerowie, lekarz, w minimalnym składzie załogi już nie występują. Jeżeli armator uzna to za konieczne, może zwyczajowo wyznaczyć bosmana i cieślę ze starszych marynarzy i wpisać ich na listę załogi na tych stanowiskach (z większą pensją). II, III i IV oficerowie stali się teraz oficerami wachtowymi, radiooficerów zastąpił GMDSS, lekarza – Morska Służba Asysty Telemedycznej, helikoptery ratownicze oraz osoba przeszkolona w zakresie sprawowania opieki medycznej nad chorym.

### Załoga maszynowa
1. na statkach o mocy maszyn głównych powyżej 3.000 kW:
  - starszy oficer mechanik,
  - II oficer mechanik,
  - oficer mechanik wachtowy,
  - motorzysta wachtowy,
  - praktykant/kadet maszynowy
2. na statkach o mocy maszyn głównych od 750 kW do 3.000 kW:
  - starszy oficer mechanik,
  - II oficer mechanik,
  - motorzysta wachtowy,
  - praktykant/kadet maszynowy
3. na statkach o mocy maszyn głównych do 750 kW:
  - kierownik maszyn,
  - motorzysta.
4. W dziale maszynowym w specjalności elektrycznej ustala się dyplom oficera elektroautomatyka okrętowego. Zatrudnienie elektroautomatyka nie jest warunkiem koniecznym stawianym przez powyższe rozporządzenie dotyczące bezpiecznej żeglugi.

Sytuacja analogiczna do opisanej w dziale pokładowym. Asystenci stali się niepotrzebni w obu działach. Jeżeli specyfika statku wymaga, zwyczajowo jeden z doświadczonych motorzystów może pełnić funkcję magazyniera maszynowego. Nie ma też już I, II elektryków zastąpił ich elektroautomatyk.

### Załoga hotelowa
W rozporządzeniu mowa jest tylko o kucharzu okrętowym. Stanowisko to występuje na każdym statku. Jednakże ilość załogi, czy też uprawianie żeglugi pasażerskiej wymusza zatrudnienie dalszych członków załogi. Tam, gdzie będzie zamustrowanych siedmiu członków załogi, kucharz będzie sam, ale przy kilkunastu może się pojawić już marynarz – steward. Przy jeszcze większej ilości załogi – młodszy kucharz i steward.
Odrębną sprawą są załogi hotelowe na promach i statkach pasażerskich. Tutaj armator może zatrudnić już oficera lub więcej oficerów hotelowych i nie ma znaczenia, czy będą się oni nazywali intendentami, płatnikami, ochmistrzami czy też asystentami hotelowymi. Hierarchia podlega i będzie podlegać tylko potrzebom armatora: koniunkturze na rynku przewozów, dbałości armatora o jakość świadczonych usług. Zależnie od wielkości i specyfiki infrastruktury hotelowo-gastronomicznej wśród załogi szeregowej pojawią się szefowie kuchni (czasami na statkach pasażerskich w randze oficera), I kucharze, starsi stewardzi, barmani, stewardzi nocni, recepcyjni, restauracyjni, kabinowi, barmani, stolarze, pomocnicy i praktykanci hotelowi. Nazwy na liście załogowej pozostaną takie jak przed laty. Jedynie ilość etatów i ich nazwy  zależeć będą od przewozów i sytuacji finansowej armatora. Obecnie na promach pasażerskich pozostała funkcja intendenta i płatnika, na mniejszych (kolejowo-pasażerskich) ochmistrza. Zatrudnia się też innych oficerów hotelowych, ale ich ranga jest różna z powodów wymienionych powyżej, mogą też pracować na statku sezonowo. Nazywani są szefami kuchni, ochmistrzami, asystentami hotelowymi i starszymi stewardami administracyjno-gospodarczymi. Umiejscowienie ich w hierarchii statkowej zależy wyłącznie od polityki kadrowej operatora statku.

## Załoga na okręcie marynarki wojennej (do 1989 roku)
Każdy okręt miał wyznaczonego dowódcę okrętu (DO) i zastępcę dowódcy okrętu (ZDO). Stopień jego ściśle był powiązany z rangą okrętu:
- I ranga – komandor
- II ranga – komandor porucznik
- III ranga – komandor podporucznik lub kapitan marynarki
- IV ranga – kapitan marynarki, chorąży marynarki lub podoficer zawodowy.

Na okręcie załoga dzieliła się na następujące działy
1. pokładowy (nawigacyjny)
2. artylerii (broni nawodnej)
3. broni podwodnej
4. łączności
5. obserwacji
6. elektromaszynowy
7. przeciwchemiczny
8. służba medyczna
9. kwatermistrzowski

Załoga była podzielona na:
- wachty bojowe (1/3 załogi) – pełnienie rutynowej wachty  na okręcie
- burty bojowe (1/2 załogi) – pełnienie obowiązków na SB (Stanowisku Bojowym) w warunkach długotrwałego alarmu bojowego

Każdy członek załogi okrętu (marynarz, podoficer) posiadał własny numer alarmowy, naszyty na prawej piersi munduru ćwiczebnego. Numer był trzy- czterocyfrowy. Pierwsza cyfra oznaczała numer działu jak powyżej. Druga numer burty i wachty:
1. - pierwsza zmiana wachty, pierwsza burta bojowa
2. - druga zmiana wachty, druga burta bojowa
3. - trzecia zmiana wachty, pierwsza burta bojowa
4. - pierwsza zmiana wachty, druga burta bojowa
5. - druga zmiana wachty, pierwsza burta bojowa
6. - trzecia zmiana wachty, druga burta bojowa

Trzeci numer był kolejnym numerem członka załogi. Na okrętach o licznej załodze można było używać jeszcze dodatkowej czwartej cyfry – numer członka załogi był wtedy dwucyfrowy.
Przykład numeru: 625 – piąty artylerzysta, lewa burta bojowa, trzecia zmiana wachty.
Znakiem przynależności do załogi okrętu I lub II rangi jest wyhaftowana jego nazwa na otoku czapki marynarza służby zasadniczej np. ORP Orzeł, ORP Grom. Marynarze służący na okrętach III rangi mają napis określający klasę okrętów na jakiej służą np. Trałowce, Kutry Torpedowe.

## Załoga na okręcie – czasy współczesne
Załogę okrętu  dzieli się na dwie burty – prawą i lewą – oraz w miarę możliwości na trzy wachty – pierwszą, drugą i trzecią, tak aby zapewnić najlepszą obsługę stanowisk dowodzenia i stanowisk bojowych w rozkładach okrętowych. Załogi okrętów nie dzieli się na burty i wachty, jeśli bezpieczeństwo żeglugi wymaga stałej obecności całej załogi na SB.
Dowódca okrętu (d.o.) jest przełożonym załogi i osób czasowo zaokrętowanych, z wyjątkiem swych przełożonych. Postępuje zgodnie z regulaminami i rozkazami przełożonych oraz przepisami prawa międzynarodowego, a w wypadkach nie przewidzianych – według własnego uznania, mając na względzie dobro służby i obronę interesów państwa. Powinien wykazywać samodzielność w podejmowaniu szybkich i zdecydowanych działań niezbędnych dla zapewnienia bezpieczeństwa załodze i okrętowi, a w czasie wojny – dla wykonania zadań.
Zastępca dowódcy okrętu (z.d.o.) podlega bezpośrednio dowódcy okrętu. Z.d.o. jest pierwszym zastępcą dowódcy okrętu i przełożonym całej załogi, z wyjątkiem zastępców dowódcy okrętu. Bezpośrednio podlegają mu dowódcy działów okrętowych, bosman okrętowy. W zależności od rangi okrętu, zastępca dowódcy okrętu może być również dowódcą określonych działów pokładowych.
Dowódca działu (d.dz.) podlega bezpośrednio z.d.o. i jest przełożonym stałej obsady działu oraz osób czasowo do niego przydzielonych.
Dowódca grupy (d.g.) podlega bezpośrednio dowódcy działu i jest przełożonym całej obsady grupy. Na okrętach drugiej rangi dowódcy niektórych grup podlegają temu dowódcy grupy, który jest zastępcą dowódcy działu. Dowódca grupy kieruje szkoleniem techniczno – specjalistycznym podległej grupy oraz użyciem uzbrojenia i sprzętu technicznego.
Kierownik maszyn (k.m.) podlega bezpośrednio dowódcy kutra /p.j.p./, a pod względem specjalistycznym – zastępcy dowódcy zespołu do spraw technicznych. Jest przełożonym osób funkcyjnych o specjalnościach elektromechanicznych.
Bosman okrętowy (b.o.) podlega bezpośrednio z.d.o. i jest przełożonym drużyny bosmańskiej. Pod względem porządku i toku życia okrętowego bosmanowi okrętowemu podlega cała załoga z wyjątkiem oficerów, chorążych i kierownika maszyn. Bosman okrętowy jest pomocnikiem z.d.o. w utrzymaniu porządku na okręcie, organizowaniu i prowadzeniu szkolenia morskiego oraz wszelkiego rodzaju prac, jak również w utrzymaniu i wykorzystaniu motorówek i łodzi okrętowych. Bosman okrętowy ma prawo wydawać załodze polecenia związane z przestrzeganiem przepisów okrętowych, utrzymaniem porządku na okręcie oraz wykorzystaniem sprzętu i urządzeń pokładowych.
Szef działu /grupy/ podlega bezpośrednio dowódcy działu /grupy/. Jeśli etat okrętu nie przewiduje szefa działu, jego obowiązki wykonuje wyznaczony szef grupy.
Dowódca drużyny (d.dr.) podlega bezpośrednio dowódcy grupy lub szefowi działu i jest przełożonym obsady drużyny. Na niektórych okrętach i p.j.p. dowódcy drużyn podlegają bezpośrednio d.dz., k.m. lub dowódcy pomocniczej jednostki pływającej.
Marynarz podlega bezpośrednio dowódcy drużyny i jest odpowiedzialny za dokładne i terminowe wykonywanie obowiązków określonych w rozkładach okrętowych, a także za utrzymanie zawiadywanego uzbrojenia i sprzętu technicznego.
Z chwilą zaokrętowania każdy etatowy podoficer i marynarz, otrzymują książeczkę numeru okrętowego, zgodnie ze swym przydziałem. Zawiera ona wykaz podstawowych obowiązków i czynności w poszczególnych alarmach i rozkładach okrętowych. W wypadku obsadzenia jednego stanowiska przez dwóch członków załogi, jednemu z nich przydziela się numer dublujący. Numer okrętowy składa się z trzech części. Część pierwsza: jedna cyfra od 1 do 6 oznacza burtę oraz wachtę. Cyfry 1,3,5 oznaczają prawą burtę, a 2,4,6 – lewą. Ponadto cyfry 1 i 2  przypisuje się pierwszej wachcie, 3 i 4 – drugiej, a 5 i 6 – trzeciej. Część druga: jedna lub dwie cyfry oznaczają przydział do działu okrętowego, a w odniesieniu do działu elektromechanicznego również specjalność. W drugiej części numeru mogą występować też dwie cyfry oznaczające tych specjalistów, którzy nie wchodzą w skład działów okrętowych. Część trzecia: jedna lub dwie cyfry oznaczają kolejnego specjalistę w danej specjalności i w wachcie. Dublujące numery okrętowe poprzedza się literą „D”.
Osoby czasowo zaokrętowane, nie wchodzące w skład załogi – z wyjątkiem przełożonych dowódcy okrętu oraz oficerów dowództw i sztabów wykonujących czynności związane ze szkoleniem okrętu – określa się jako osoby postronne. Do osób postronnych na okręcie zalicza się kadrę dydaktyczną oraz praktykantów /stażystów/ uczelni wojskowych i ośrodków szkolenia, skład osobowy przewożonych pododdziałów wojskowych, a także pasażerów. Dowódca okrętu może przyjąć na okręt osoby postronne tylko za zgodą dowódcy zespołu. Fakt zaokrętowania osoby postronnej odnotowuje się w dzienniku zdarzeń.

## Załoga statku śródlądowego
Istotną rolę w działaniach określanych jako żegluga śródlądowa odgrywa załoga statku, która składa się z kierownika statku i innych członków. Pomimo że przepisy nigdzie nie definiują określenia – załoga, jest ono często używane. Statek musi posiadać załogę w składzie i o kwalifikacjach zapewniających bezpieczeństwo żeglugi. W tym celu każdy członek załogi powinien mieć jeden z dokumentów poświadczających jego umiejętności. Dokumentami tymi są  patent żeglarski, uprawniający do kierowania statkiem, patent mechanika statkowego, uprawniający do obsługi maszyn napędowych, świadectwo uprawniające do zajmowania innych stanowisk na statku.  Od 1 stycznia 2008 do prowadzenia jachtu żaglowego o długości całkowitej do 7,5 m a także jachtu motorowego o mocy silnika do 10 kW nie wymaga się posiadania patentu. Minimalny skład załogi, wykaz stanowisk w zależności od rodzaju statków, dróg wodnych i systemu pracy oraz rodzaje i wzory patentów, świadectw, a także zakres wymagań egzaminacyjnych i praktyki pływania na statkach niezbędnych do ich uzyskania, sposób wymiany dotychczasowych dokumentów kwalifikacyjnych regulują odpowiednie przepisy. Ustalone zostały także kategorie, skład oraz sposób działania i wynagradzania członków komisji egzaminujących w sprawie kwalifikacji członków załóg.